# Svemu dođe kraj (2024.)
Svemu dođe kraj je hrvatski film iz 2024. godine, u režiji Rajka Grlića, kojemu je to ujedno i posljednji redateljski projekt. Riječ je o kriminalističkoj drami s elementima trilera, nastaloj prema scenariju koji su zajedno napisali Grlić i hrvatski književnik Ante Tomić.
Film je inspiriran romanom Na rubu pameti Miroslava Krleže, koji je adaptiran u suvremeni kontekst.
Produkciju potpisuje hrvatski studio Interfilm, dok su u koprodukciji sudjelovali RRF International (Bugarska), Oktavijan (Bosna i Hercegovina), Saudade Film (Turska), West End Production (Srbija) i ABHO (Crna Gora).
Svjetska premijera održana je 11. srpnja 2024. na 71. Pulskom filmskom festivalu, a film je u hrvatska kina krenuo 26. rujna 2024., kada je održana i svečana premijera u zagrebačkom Kaptol Boutique Cinema.

## Radnja
Radnja ovog ljubavnog trilera prati uspješnog zagrebačkog odvjetnika Maksa Pintera (Živko Anočić), koji se sukobljava s moćnim klijentom Dinkom Horvatom (Isaković), jednim od najbogatijih hrvatskih poduzetnika. Zbog ovog sukoba on izgubi sve, no ipak se ne predaje. S ljubavi iz mladih dana, Ninom Štefančić (Jelena Đokić) te obespravljenim bivšim zaposlenicima, predvođenim sindikalnom predstavnicom (Ksenija Marinković) kreće u osvetnički pohod. S druge strane, nitko u ovoj priči nije posve nevin i svi su duboko isprepleteni.

## Glumačka postava
- Živko Anočić kao Maks Pinter, zagrebački odvjetnik
- Jelena Đokić kao Nina Štefančić
- Boris Isaković kao Dinko Horvat, Pinterov klijent
- Janko Popović Volarić kao Gradimir Kauzlarić - Grga
- Emir Hadžihafizbegović kao Budilica
- Ksenija Marinković kao Marija, sindikalna predstavnica
- Marina Redžepović kao Blanka Njerš Pinter
- Srđan Grahovac kao Branko Kupić
- Angela Nedyalkova kao Sandra Kos
- Katarina Bistrović-Darvaš kao Jagoda Kupić
- Doris Šarić-Kukuljica kao sutkinja Grubiša
- Anita Schmit kao sutkinja Ladić
- Magdalena Pugar kao Ivana Pinter
- Ramona Ivanda kao Lada Pinter
- Siniša Ružić kao premijer
- Dejan Đonković kao zatvorski čuvar
- Aleksandar Radulović kao Mićun
- Petre Arsovski kao veleposlanik
- Dejan Aćimović kao policajac
- mario Knezović kao radnik
- Ana Uršula Najev kao novinarka Karle
- Jana Škrgulja kao sekretarica
- Toni Gojanović kao doktor
- Čedo Prodanović
- Tomislav Kličko
- Silvana Menđušić
- Draško Romac
- Andrija Jarak
- Zoran Pusić
- Ante Gelo

## Snimanje
Snimanje filma trajalo je od 19. rujna do 27. listopada 2023., a snimano je u Zagrebu (jedna od lokacija Svačićev trg) i okolici, Pušči i Bjelovaru.

## Vanjske poveznice
- Svemu dođe kraj – Pulski filmski festival
- Svemu dođe kraj u internetskoj bazi filmova IMDb-a
- Svemu dođe kraj u internetskom katalogu hrvatskih filmova HAVC-a